# Пащенко Тетяна Павлівна
Тетяна Павлівна Пащенко (23 грудня 1926, місто Яготин Прилуцької округи, тепер Київської області — 5 березня 2007, місто Яготин Київської області) — українська радянська діячка, новатор сільськогосподарського виробництва, бригадир птахівничої бригади Яготинської птахофабрики Київської області. Депутат Верховної Ради УРСР 6—8-го скликань. Герой Соціалістичної Праці (22.03.1966).

## Біографія
Народилася в селянській родині. У 1941 році закінчила сім класів середньої школи міста Яготина.
Трудову діяльність розпочала у 1941 році.
Член КПРС з 1952 року.
З червня 1956 до 1960-х років — птахівниця, з 1960-х років — бригадир птахівничої бригади Яготинської птахофабрики Яготинського району Київської області. Досягала високих результатів у вирощуванні поголів'я качок. У 1965 році Тетяні Пащенко було присвоєно звання «Майстер — золоті руки».
Працювала бригадиром, начальником цеху з догляду за маточним поголів'ям державного племптахозаводу «Яготинський» Яготинського району Київської області.
Потім — на пенсії у місті Яготині Київської області.

## Нагороди
- Герой Соціалістичної Праці (22.03.1966)
- два ордени Леніна (22.03.1966, 8.04.1971)
- ордени
- дві золоті медалі ВДНГ СРСР (1963, 1964)
- медалі
- почесний громадянин міста Яготин (14.09.1995)